# Collonge-la-Madeleine
Collonge-la-Madeleine é uma comuna francesa na região administrativa de Borgonha-Franco-Condado, no departamento Saône-et-Loire. Estende-se por uma área de 5,31 km². Em 2010 a comuna tinha 48 habitantes (densidade: 9 hab./km²).